# Syfy
Syfy (uma paráfrase da antiga denominação Sci-Fi Channel, posteriormente abreviada como Sci Fi; estilizada como SYFY) é um canal de televisão por assinatura estadunidense. É parte da divisão de televisão e streaming da NBCUniversal, que é propriedade da Comcast. O canal foi lançado em 24 de setembro de 1992 e sua programação está voltada para os gêneros de ficção científica, terror e fantasia. A partir de janeiro de 2016, o Syfy está disponível em 92,4 milhões de domicílios nos Estados Unidos.

## História
Em 1989, na cidade de Boca Raton, Flórida, dois advogados especializados em comunicações e empreendedores de TV a cabo, Mitchell Rubenstein e sua esposa e parceira de negócios Laurie Silvers, conceberam a ideia que se tornaria o Sci-Fi Channel. Eles estabeleceram acordos com oito dos dez principais operadores de TV a cabo e conseguiram licenciar os direitos exclusivos de séries de TV britânicas, como Doctor Who, que migrou da PBS para o Sci-Fi Channel, Dark Shadows e a cultuada série The Prisoner.
Em 1992, o canal foi vendido por Rubenstein e Silvers para a USA Networks, que na época era uma joint venture entre a Paramount Pictures e a Universal Pictures. Rubenstein e Silvers assumiram papéis de vice-presidentes na USA Networks. A aquisição do canal fazia sentido, uma vez que a programação do Sci-Fi Channel complementava de forma natural os filmes clássicos e séries de televisão que ambos os estúdios mantinham em seus acervos. Essa programação incluía títulos como Drácula, Frankenstein e a série de TV Night Gallery, da Universal, e a série de televisão Star Trek, da Paramount.
Gene Roddenberry, o criador de Star Trek, e o renomado autor Isaac Asimov foram recrutados por Rubenstein e Silvers para fazer parte do conselho consultivo inicial. No entanto, quando o canal foi lançado em 24 de setembro de 1992, ambos já haviam falecido. O canal prestou homenagem a eles exibindo a mensagem "Dedicado à memória de Isaac Asimov e Gene Roddenberry" em sua estreia. Leonard Nimoy foi o anfitrião da festa de lançamento do canal, realizada no Planetário Hayden, em Manhattan, com a presença das viúvas de Asimov e Roddenberry, Janet e Majel Barrett.
O primeiro programa a ser transmitido no canal foi o filme Star Wars. Em 1994, a Paramount foi vendida para a Viacom e, no ano seguinte, a Seagram adquiriu uma participação majoritária na MCA, que era proprietária da Universal. Em 1997, a Viacom vendeu sua participação na USA Networks para a Universal, que posteriormente separou todos os seus ativos de televisão, entregando-os a Barry Diller, resultando na criação da nova empresa chamada Studios USA. Três anos mais tarde, Diller vendeu a Studios USA de volta para a Universal, que na época era controlada pela Vivendi SA, então conhecida como Vivendi Universal. Em 2004, os ativos de produção de filmes e televisão da Vivendi foram combinados com a NBC, da General Electric, para formar a NBC Universal.

Em 2010, a Comcast adquiriu a empresa controladora da Syfy, a NBCUniversal. A Comcast foi uma das primeiras operadoras de TV a cabo a incluir o canal em sua programação.